# 1967年最高裁判所裁判官国民審査
1967年最高裁判所裁判官国民審査（1967ねんさいこうさいばんしょさいばんかんこくみんしんさ）は、1967年（昭和42年）1月29日に第31回衆議院議員総選挙と共に執行された最高裁判所裁判官国民審査。

## 総論
7人の最高裁判所裁判官に対して国民審査が行われ、全員罷免しないとされた。投票率は72.53%であった。
当初から長官に就任していた過去3代の最高裁長官（三淵忠彦・田中耕太郎・横田喜三郎）とは異なり、4代目最高裁長官の横田正俊は最高裁判事として1963年に国民審査を受けた後に長官に昇格しており、横田を長官として改めて国民審査に付すべきかどうかを自治省が内閣法制局に紹介している。内閣法制局は国民審査が最高裁裁判官の職責に対する制度であり、最高裁判事が長官に任命されても最高裁裁判官としての資格は変わらないなどの論拠から「慎重に検討いたしました結果、（中略）あらためて国民審査に付することは憲法は想定しているはずがないという結論に達し」たと、自治省に回答した。

## 国民審査の結果
| 裁判官     | 罷免を可とする票 | 罷免を可としない票 | 罷免を可とする率 |
| ---------- | ---------------- | ------------------ | ---------------- |
| 岩田 誠    | 3,963,600        | 38,044,011         | 9.44%            |
| 色川幸太郎 | 4,087,759        | 37,921,468         | 9.73%            |
| 松田二郎   | 3,789,091        | 38,219,751         | 9.02%            |
| 大隅健一郎 | 3,691,343        | 38,317,749         | 8.79%            |
| 下村三郎   | 3,650,857        | 38,358,635         | 8.69%            |
| 柏原語六   | 3,644,943        | 38,364,667         | 8.68%            |
| 田中二郎   | 3,449,692        | 38,559,143         | 8.21%            |